# Panterovka
Amanita pantherina var. pantherina (poznata i kao panterovka ili panterova muhara) je otrovna gljiva iz roda Amanita. Slična je muhari (Amanita muscaria). Ona ima braon šeširić i bele tačke kao muhara. Simptomi trovanja su halucinacije, nakon čega sledi pad u komu koji se ponekad može završiti smrtnim ishodom. Ova gljiva raste u šumama južne Evrope. Ona ima blag miris rotkve i rena. Poput drugih gljiva, ona se razmnožava bespolno, sporama koje se nalaze ispod šeširića.

## Stanište i distribucija
Panterovka nije široko rasprostranjena pečurka. Nalazi se u listopadnim, pogotovo bukovim, ređe u četinarskim šumama i veoma retko na livadama širom Evrope, zapadne Azije tokom kasnog leta i u jesen. Takođe je zabeležena u Južnoj Africi, gde je verovatno slučajno dospela sa drvećem uvezenim iz Evrope.
Ona je ektomikorizalna gljiva, koja živi u simbiozi sa korenom drveta. Ona koristi fotosintetičke nutrijente drveta, i obezbeđivanje zemljišne hranljive materije kao naknadu.

## Anatomija

### Šešir
Šešir je veličine od 5 cm do 12 cm, u mladosti gotovo poluloptast, stariji jastučast do spljošten i tanjirasto udubljen, urezan po rubu. Kožica vlažna ili lepljiva, lako se guli. Po njoj su, većinom koncentrično, poredane bele ili sive pahulje, odnosno krpice, omanje i plitke, koje može kiša isprati, tako da bude i gola. U osnovi pretežno smeđ, kao bela kafa ili karton, belo sa oker, sa sivim, ili maslinastim primesama; prema rubu nešto svetliji. Ponekad je teme gotovo crnosmeđe; često, naprotiv, tako svetle površine – bledosivkaste ili čak beličaste – da podseća Amanitu prelicu.

### Listići
Listići beli sve do u starost, slobodni, gusti, nežno meki, širi od 7 mm, izmešani s lamellulama.

### Otrusina
Otrusina bela.

### Stručak
Stručak je veličine od 8 cm do 12 ili od 0,7 cm do 2 cm, valjkast, proširen pod listićima, i u dnu s okruglom ili jajolikom bulbom; gladak ili pahuljast (ponekad smeđe ili sivkasto), u osnovi beo sa, kao cigaret-papir tankom, pokožicom i trstikastim odnosno šupljikastim jezgrom. Prsten tanak i ne mnogo širok, beo, neiscrtkan i neurezan, no većinom valovit i ispresavijan. Između prstena i bulbe ponekad ima jedan ili čak nekoliko belih pojasa. Oko bulbe se nalazi opnasta bela ovojnica, kao stegnuti okovratnik, dakle neslobodna, koja, malo klinasta na dnu, daje zajedno s bulbom dojam kazana.

### Meso
Meso sočno, belo, nedebelo (tanje od 7 mm), slatkastog ukusa (ne probati), bez mirisa ili s blažim mirisom na ren ili na zemlju; u mediteranske rase na trulež ili na rasvjetni plin.

## Biohemija
Amanita pantherina sadrži psihoaktivno jedinjenje muskimol. Ona se u znatno manjoj meri koristi kao enteogen u odnosu na srodnu Amanita muscaria, jer su njeni povišeni nivoi maskimola potencijalno opasni.

## Hemijske reakcije
Hemijske reakcije izaziva sumporna kiselina tamnosmeđa.

## Mikroskopija
Spore hyaline, neamyloidne, ovoidne, prema literaturi 9-12/7-8 mi, no kod nas većinom kraće, ne duže od 8,9,5/6-8,5 mi.

## Stanište i rasprostranjenost
Uspeva u svim našim krajevima i u svim tipovima šuma, ubraja se među češće gljive, a raste ili pojedinačno ili najviše po dve-tri zajedno.

## Doba
Jedna od vrsta koje su najosjetljivije na vremenske prilike, te se može pojaviti u bilo koje doba između početka 6. do polovine 11. meseca s većim razmacima, čak i u susednim područjima.

## Jestivost
Teško otrovna gljiva, može biti i smrtonosna. Otrovi: ibotenska kiselina, muscimol i neke psihoaktivne supstance. Prvi simptomi pojavljuju se između 15 i 120 minuta od unosa gljive u organizam, i to u obliku uznemirenosti, poremećaja vida i halucinacija. Kad trovanje već uzme maha, ne preporučuje se ispiranje želuca, nego bi trebalo izazvati povraćanje jako slanom i toplom vodom. Daju se sredstva za umirenje.

## Slične vrste
Mogla bi se potkrasti kao krastavka, (Amanita spissa) i Biserovka (Amanita rubescens), no krastavka nema stegnutu ovojnicu niti uopšte niti celovitu vulvu na dnu stručka, nego nizove perli ili krljušti. Biserovka ima tamne fleke na klobuku, na preseku crveni i na prstenu nabore. Još sličnija velika krastavka, ima, istinita, volvu, no ona nije stegnuta i raspada se, te joj je rub šešira nije linearno urezan kao kod panterovke. Pri branju ove dve vrste nejestivih i jedne uslovno jestive  gljive podreban je krajnji oprez i veće poznavanje roda Amanita.

## Literatura
- Barceloux D. G. (2008). „41 (Isoxazole-containing mushrooms and pantherina syndrome)”. Medical toxicology of natural substances: foods, fungi, medicinal herbs, plants, and venomous animals (PDF). Canada: John Wiley and Sons Inc. стр. 298. ISBN 978-0-471-72761-3.

## Spoljašnje veze
- Panterovka  in Index Fungorum

|  | Opis gljive u ovom članku nije potpun niti je dovoljan za korektnu i sigurnu identifikaciju gljive. Nepažnjom vrlo lako se jestive gljive mogu pomešati sa otrovnim. Ukoliko se pojedu otrovne umesto jestivih gljiva, može doći do teških oštećenja pojedinih organa, ili do smrti onog koji ih je pojeo. Ako želite da skupljate gljive, ne preporučuje se korišćenje opisa iz ovog članka za prepoznavanje, već da se obavestite o izgledu i načinu prepoznavanja kod nekog stručnjaka za gljive. |